# 안토니오 산텔리아

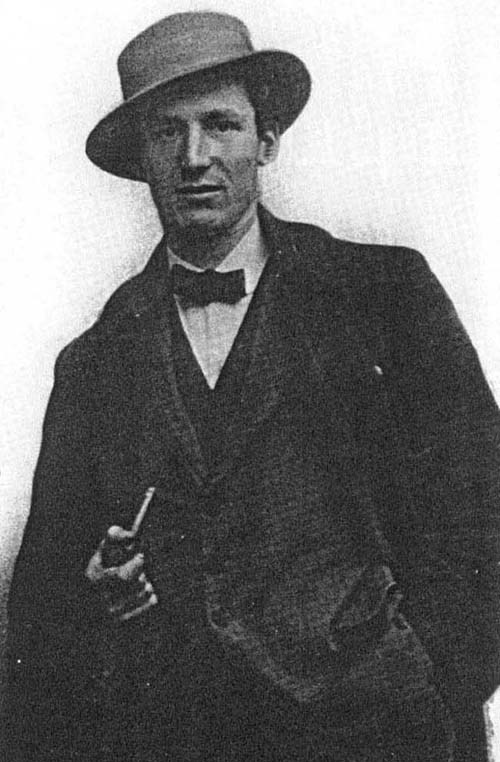

안토니오 산텔리아(Antonio Sant'Elia, 1888년 4월 30일 ~ 1916년 10월 10일)는 이탈리아의 건축가이자 건축계 미래파 운동의 주요 일원이다. 완성된 건축 작품을 거의 남기지 못했으며 현대 건축의 과감한 스케치와 영향력으로 주로 기억된다.
롬바르디아주 코모에서 태어났다.